# Jurij Lisowski
Jurij (Gieorgij) Ippolitowicz Lisowski, ros. Юрий (Георгий) Ипполитович Лисовский (ur. 11 czerwca 1879, zm. ?) – rosyjski wojskowy (pułkownik), emigracyjny poeta, pisarz i publicysta.
W 1897 r. ukończył nikołajewski korpus kadetów, zaś w 1899 r. nikołajewską szkołę kawaleryjską w Sankt Petersburgu. Służył w stopniu korneta w 3 Sumskim Pułku Dragonów. W 1902 r. awansował na porucznika, w 1906 r. na sztabsrotmistrza, zaś w 1907 r. rotmistrza. Od 1908 r. w stopniu kapitana służył w prokuraturze wojskowej moskiewskiego wojskowego sądu okręgowego. W 1909 r. objął funkcję zastępcy prokuratora wojskowego moskiewskiego wojskowego sądu okręgowego. Od 1910 r. pisał artykuły literackie do prasy rosyjskiej. Mianowano go podpułkownikiem. Ukończył aleksandrowską wojskową akademię prawniczą. W 1913 r. został śledczym wojskowym w Warszawskim Okręgu Wojskowym. W grudniu 1914 r. awansował na pułkownika. Od listopada 1915 r. brał udział w I wojnie światowej w charakterze szefa oddziału sądownictwa wojskowego sztabu 9 Armii. W 1916 r. w charakterze prokuratora wojskowego został skierowany do sztabu 1 Specjalnej Brygady Piechoty we Francji. Po wybuchu rewolucji bolszewickiej 1917 r. postanowił nie wracać do Rosji. Początkowo żył w Singapurze, a następnie Bombaju. Według części źródeł walczył w szeregach wojsk białych adm. Aleksandra W. Kołczaka podczas rosyjskiej wojny domowej. Potem zamieszkał w Królestwie SHS, skąd przeniósł się do Francji. Ostatecznie zamieszkał w Polsce, gdzie rozpoczął karierę literacką. Przyjął pseudonim Jewgienij Wadimow. W 1929 r. w Belgradzie ukazała się zbiór jego opowiadań wspominkowych pt. „Kornieti i zwieri”, zaś w 1930 r. zbior poetyckie pt. „K Jedinomu” i „Gdie-to…”. Jednocześnie był autorem artykułów w emigracyjnej prasie rosyjskiej. W latach 1937–1938 w Warszawie opublikowano jego kolejne zbiory wierszy pt. „Russkaja kultura: izbrannyje stichi”, „Swietie tichij. Wtoraja tietrad'  izbrannych bałład i stichotworienij” i „Pocełuj princa Wjetana”. Na pocz. lutego 1941 r. Komitet Rosyjski w okupowanej Warszawie zorganizował obchody 45-lecia twórczości literackiej Jurija I. Lisowskiego. Według części źródeł zginął on w II poł. 1944 r. podczas powstania warszawskiego. Według innych źródeł został aresztowany w Łodzi przez Sowietów, po czym wywieziono go do ZSRR.